# Erigorgus leucopus
Erigorgus leucopus är en stekelart som först beskrevs av Szepligeti 1905.  Erigorgus leucopus ingår i släktet Erigorgus och familjen brokparasitsteklar. Inga underarter finns listade i Catalogue of Life.